# Henri Duret
Pour les articles homonymes, voir Duret.
Henry Duret, né le 7 juillet 1849 à Condé-sur-Noireau et mort le 7 avril 1921 à Lille, est un chirurgien, neurologue et neuranatomiste français, qui par ses travaux a été un précurseur de la neurochirurgie. Il a été doyen de la Faculté libre de Lille et membre de l'Académie de médecine.

## Biographie
Henry Duret est élève des frères maristes à Montluçon. Attiré par la profession médicale, il s'inscrit à l'École de médecine de Caen, puis à la Faculté de Paris en 1869. Pendant la guerre franco-allemande de 1870, il est aide-major dans une ambulance de l’Armée de la Loire et sa conduite est remarquée par le général Chanzy. Reprenant ses études, il est externe, puis interne (1871) des Hôpitaux de Paris et aide d'anatomie. En 1875, il a effectué des recherches anatomiques sur la circulation des hémisphères cérébraux, avec Carville. En 1880, il est chef de clinique chirurgicale dans le service du professeur Aristide Verneuil.
En 1882, il est classé premier au concours de chirurgien des Hôpitaux de Paris, mais il échoue à deux reprises à l’agrégation en raison, semble-t-il, d’une cabale liée à ses convictions religieuses. Deux ans plus tard, conscient que la voie universitaire était barrée à Paris, son frère l’abbé Joseph Duret, chapelain de la communauté de l’hôtel-Dieu de Bayeux a l’idée de proposer sa candidature à une chaire de la jeune faculté catholique de médecine de Lille, fondée en 1875-1876. Agréée par le recteur Baunard et par le Conseil de faculté, la proposition est rejetée vivement par Alfred Duquesnay, archevêque de Cambrai et président du conseil supérieur de l’Université catholique, au motif que Duret a été l’élève de Charcot, qu’il a enseigné à l’École d’infirmières de Paris créée par Désiré-Magloire Bourneville et qu’il a collaboré au Progrès médical fondé par ces deux médecins notoirement anticléricaux. Il faut l’intervention personnelle du docteur Camille Feron-Vrau, véritable fondateur de la faculté catholique de médecine, pour convaincre l’archevêque de Cambrai.
Henri Duret est d’abord nommé dans la chaire de pathologie générale, puis dans la chaire de clinique chirurgicale à la mort de son titulaire. Il l'occupe de 1885 à 1911. Sa devise était : « science et religion ».
Doyen de la Faculté libre de médecine de Lille à trois reprises (1890, 1899 et 1905), il crée, pour les étudiants, la « Société anatomo-clinique », qu'il préside de 1885 à 1905. Il fonde aussi une école d'infirmiers pour les religieux camilliens qui tiennent un dispensaire à Lille, ainsi qu'une école d'anthropologie, qui organise chaque année un cycle de conférences pour les étudiants et le grand public. En 1905, il crée le dispensaire-école de la Croix-Rouge appelé à former plus de 500 « dames infirmières ». Le 22 mai 1900, il est élu correspondant non-résident de l'Académie de médecine dont il devient membre associé en 1907. Il est aussi élu correspondant étranger de l'Académie royale de Médecine de Belgique le 30 septembre 1905.
Au début de la Première Guerre mondiale, alors qu’il n’est plus mobilisable, et qu’il a quitté sa chaire de clinique chirurgicale depuis deux ans, il reprend du service, en dirigeant deux hôpitaux auxiliaires dans les locaux des facultés catholiques et d’un collège voisin. Son dévouement et son courage face à l’occupant lui vaudront d’être admis en 1921 dans l'Ordre national de la Légion d'honneur.

## Éponymie
- Hémorragie de Duret[6]
- Lésion de Duret[7]
- Opération de Duret : « technique de proctopérinéorraphie postérieure »[8]
- Artère frontale interne et antérieure de Duret : artère polaire frontale.
- Artère optique inféro-externe de Duret : artère thalamogéniculée.
- Confluent circumpédonculaire de Duret

## Œuvres et publications
- Recherche anatomique sur la circulation des hémisphères cérébraux et de la moelle épinière, 1872.
- Recherches anatomiques sur la circulation de l'encéphale, Archives de physiologie normale et pathologique, 1874, p. 664-693 et 919 à 957, Texte intégral.
- Recherches anatomiques sur la circulation de l'encéphale, [V. Considérations pathologiques; VI. Ramollissements], [Extraits des Archives de physiologie normale et pathologique], Paris, G. Masson, in-8°, lire en ligne sur Gallica.
- Études expérimentales et cliniques sur les traumatismes cérébraux, Paris, Vve A. Delahaye, 1878 lire en ligne sur Gallica.
- Sur la synovite fibrineuse et ses rapports avec la tumeur blanche, Versailles, Cerf et fils, 1879, 14 p.-2 p. de pl. : ill. ; in-8°, lire en ligne sur Gallica.
- Leçons de clinique chirurgicale, Lille, Journal des sciences médicales, et Paris, A. Maloine, 1894-1900, 4 vol. ; in-8° :

1. Tome premier (1894), lire en ligne sur Gallica
2. Tome deuxième (1900), lire en ligne sur Gallica

- Leçons de clinique chirurgicale, Maloine (Paris), 1894 lire en ligne sur Gallica.
- Sur la cure des exstrophies vésicales par la suture marginale, Troyes, Martelet, 1898, in-8°, 19 p., fig.; lire en ligne sur Gallica.
- Rapport sur la première question mise à l'ordre du jour : tumeurs de l'encéphale, impr. de P. Brodard (Coulommiers), 1903, 1 vol. (240 p.) ; in-8°, lire en ligne sur Gallica.
- Les Tumeurs de l'encéphale, manifestations et chirurgie, F. Alcan (Paris), 1905 lire en ligne sur Gallica.
- Sur deux cas de grossesse extra-utérine intra-ligamentaire opérés avec succès, impr. de H. Morel (Lille), 1906, in-8°, 18 p., fig., lire en ligne sur Gallica.
- Les Guérisons de Lourdes sur le passage du Saint-Sacrement, [rapport lu au Congrès eucharistique de Londres], Lille, H. Morel, 1908, in-8°, 45 p. lire en ligne sur Gallica.
- Traumatismes cranio-cérébraux (accidents primitifs, leurs grands syndromes), Paris, F. Alcan, 3 tomes 1919-1922.

1. Tome premier (1919) : Mécanisme et étiologie. Fractures de la voute et de la base. Symptômes localisateurs. Lire en ligne sur Gallica.
2. Tome deuxième (1920), premier volume : Le liquide céphalo-rachidien (son rôle compensateur et régulateur). La commotion cérébrale (historique, commotion expérimentale, anatomie pathologique, symptomatologie). Lire en ligne sur Gallica. Deuxième volume : La commotion cérébrale. Symptomatologie. Commotions foudroyantes, congestives, cérébelleuses, bulbo-protubérantielles, etc. Pathogénie. Diagnostic. Pronostic. Traitement. Lire en ligne sur Gallica.
3. Tome troisième (1922), premier volume : La contusion cérébrale. La compression cérébrale. Lire en ligne sur Gallica. Deuxième volume : La compression cérébrale (suite). L'intoxication hépatique. L'hypertension intra-crânienne. Lire en ligne sur Gallica.

En collaboration
- avec Dr Caville, Sur les fonctions des hémisphères cérébraux, 1874.
- avec Lavrand, Études cliniques : chirurgie veineuse, pseudarthrose ancienne et suture osseuse, abcès intra-cérébral otitique et trépanation, impr. de H. Morel (Lille), 1907, in-8°, 33 p., fig. et pl., lire en ligne sur Gallica.